# 프레이야

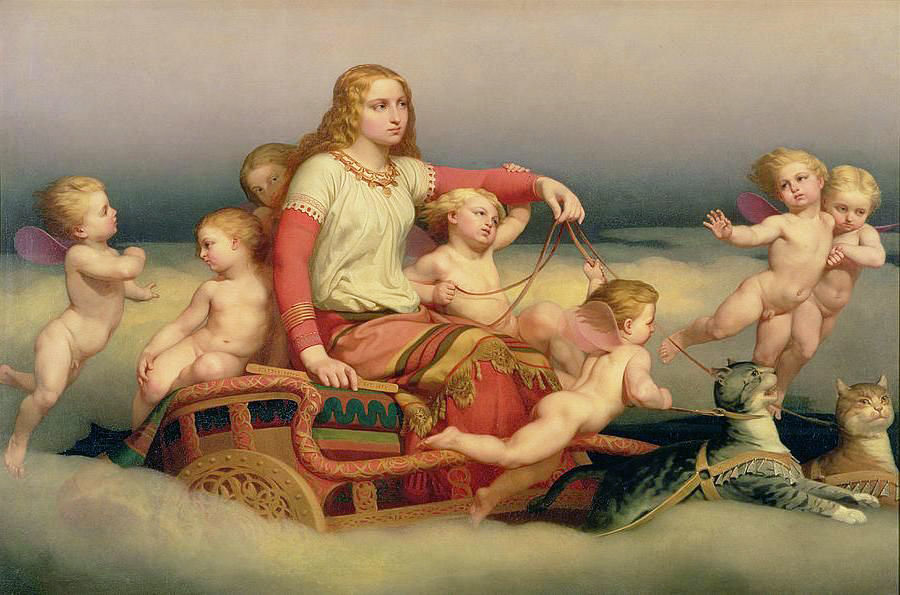
프레이야

프레이야(아이슬란드어: Freyja)는 북유럽 신화에 나오는 사랑과 풍요, 아름다움의 여신으로 반 신족에 속한다. 그 이름은 ‘여주인’이라는 뜻을 가지고 있으며, 뇨르드의 딸이자 프레이르의 누이이다. 아스 신족과 반 신족 간의 전쟁 이후 인질 교환을 통해 바나헤임에서 아스가르드로 넘어왔으며 에시르 신족에 마법을 가르쳐 준 신이기도 하다. 그 용모가 눈부실 정도로 너무 아름다워서 생명을 가진 모든 존재들이 그녀를 사랑하면서도 부러워하였다. 심지어 난쟁이나 신들의 적인 거인족마저도 프레이야의 미모에 반하여 그녀를 차지하기 위해 수단과 방법을 가리지 않을 정도였다. 브리싱가멘이라는 눈부실 정도의 황금 목걸이를 목에 걸고 있으며 폴크방(Fólkvangr: 싸움의 평야)에 위치한 자신의 궁전인 세스룸니르(Sessrúmnir: 자리가 있는 방)에 거주하며, 가끔 두 마리의 고양이가 끄는 전차를 타고 전쟁터로 달려가 전사자들을 세스룸니르의 연회석에 초대하였다.
프레이야에게는 오드라는 남편이 있는데, 오드는 여행을 너무 좋아해서 아내도 내팽개치고 오랫동안 집 밖으로 떠나 돌아오지 않았다. 프레이야는 그러한 남편을 항상 그리워하며 눈물을 흘렸는데, 그 눈물은 황금이 되어 떨어졌다고 한다. 그래서 북유럽 사람들은 황금을 ‘프레이야의 눈물’이라고 부른다. 그녀는 사랑하는 남편을 찾아 여기저기를 방랑하기도 했다.

## 같이 보기
- 게르만 신화의 신 목록